# Afqa-Grotte

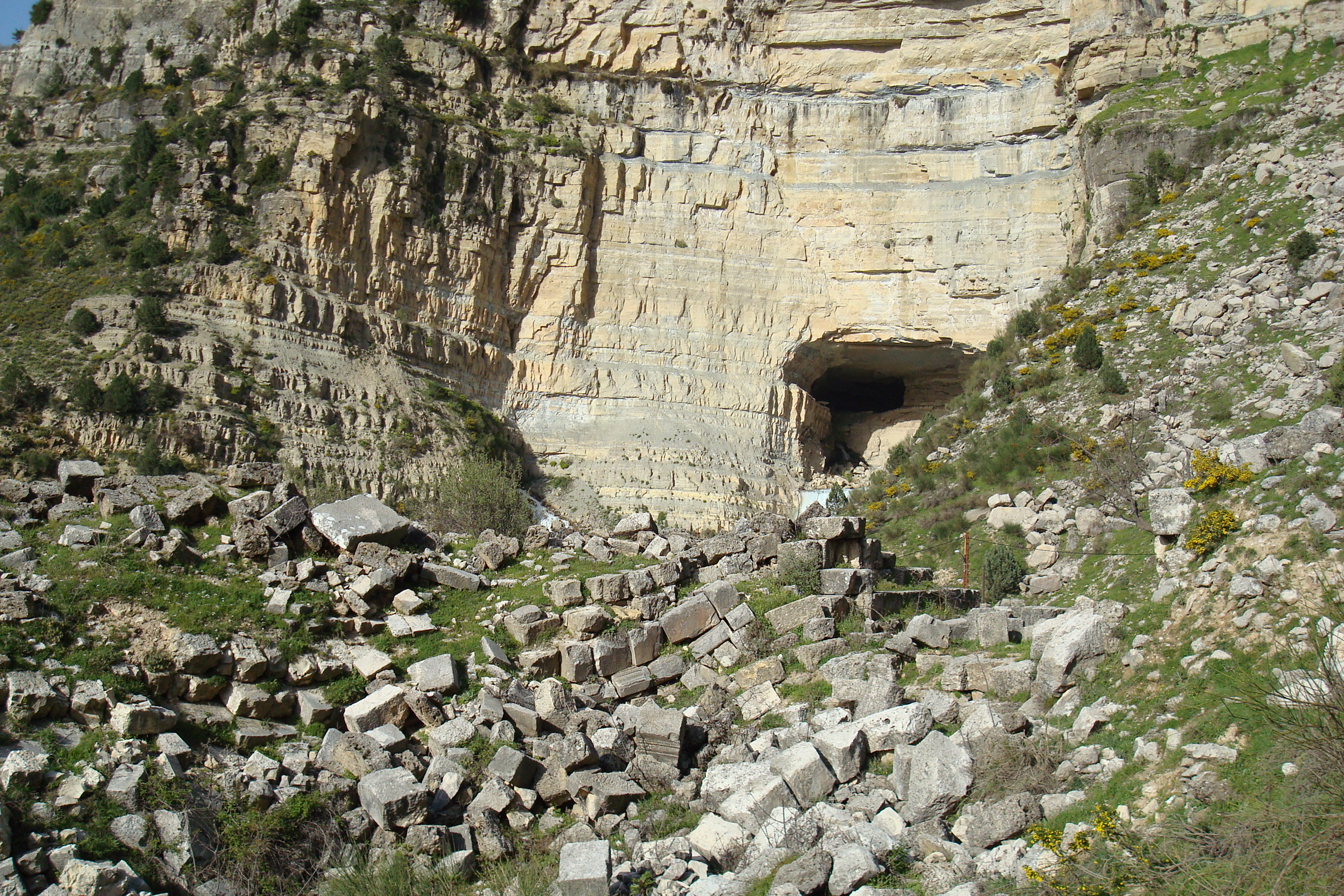
Afqa-Grotte und Überreste des Tempels

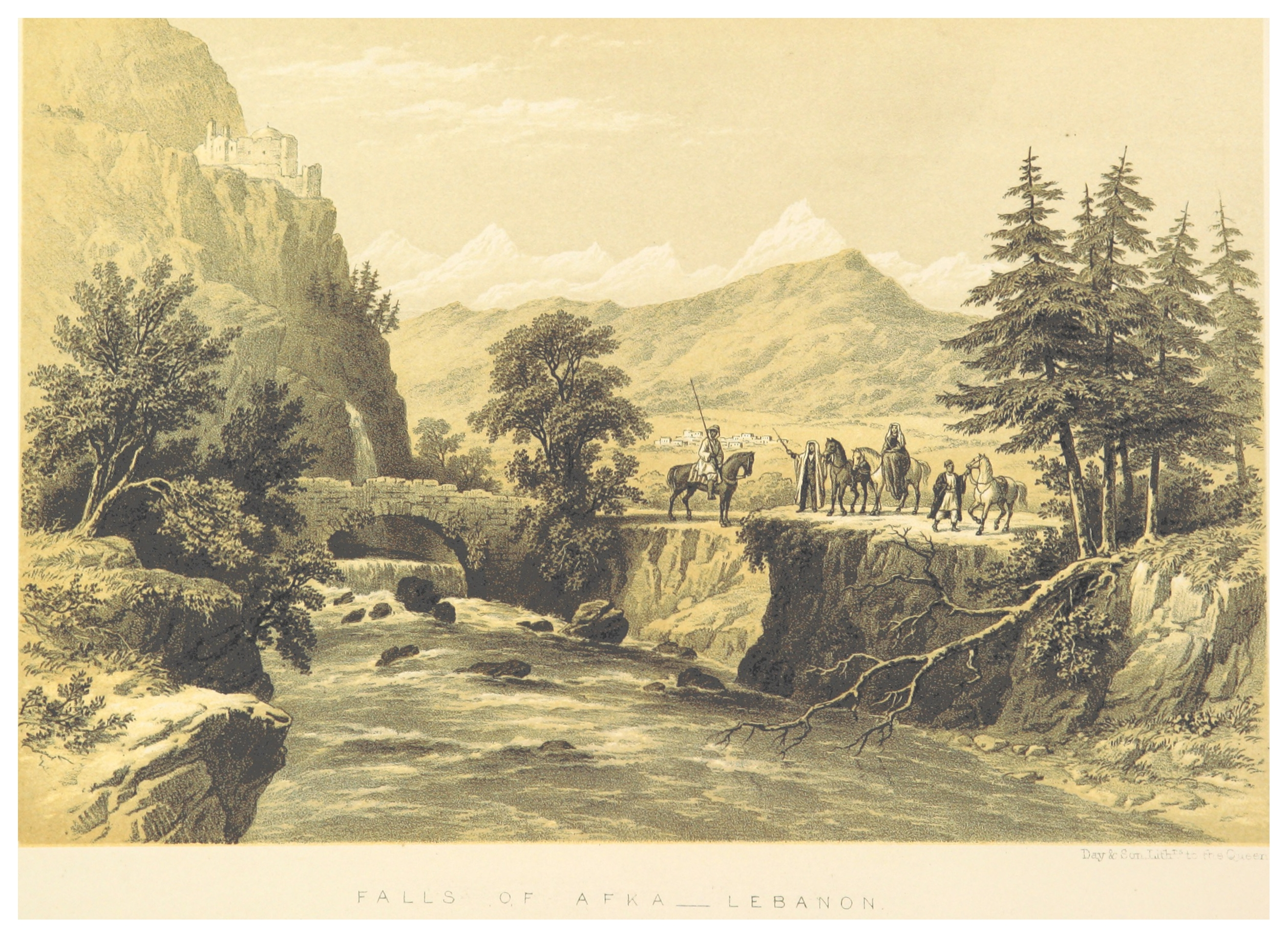
Am Wasserfall des Adonis (um 1860)

Die Afqa-Grotte, auch Apheca-Grotte, ist eine Höhle und zugleich Quelle des Adonisflusses im Libanongebirge. Die Kalksteinhöhle liegt etwa sechs Kilometer von Byblos entfernt in einer mehrere hundert Meter hohen Felswand. Aus der Höhle stürzt nach der Schneeschmelze der junge Adonisfluss über mehrere natürliche Felsstufen etwa 180 m in die Tiefe.
Der Legende nach starb der griechisch-phönizische Fruchtbarkeitsgott Adonis an dieser Stelle. Diese Legende entstand dadurch, dass sich der Fluss einmal im Jahr rot färbt. Dies lässt sich auf das eisenhaltige Gestein zurückführen, das in der Regenzeit aus dem Boden geschwemmt wird.
Nachgewiesen ist ein der Ištar geweihter Tempel ganz in der Nähe des Höhleneingangs. Er wurde unter Kaiser Konstantin im Zuge der Christianisierung zerstört, aber im 4. Jahrhundert unter seinem Neffen Flavius Julian wieder aufgebaut. Zu sehen sind noch einige Steinquader.